# Avenue Rodin
Pour les articles homonymes, voir Rodin (homonymie).
L'avenue Rodin est une voie du 16e arrondissement de Paris, en France.

## Situation et accès
L'avenue Rodin est une voie privée située dans le 16e arrondissement de Paris. Elle débute au 3, rue Mignard et se termine au 122, rue de la Tour.

## Origine du nom

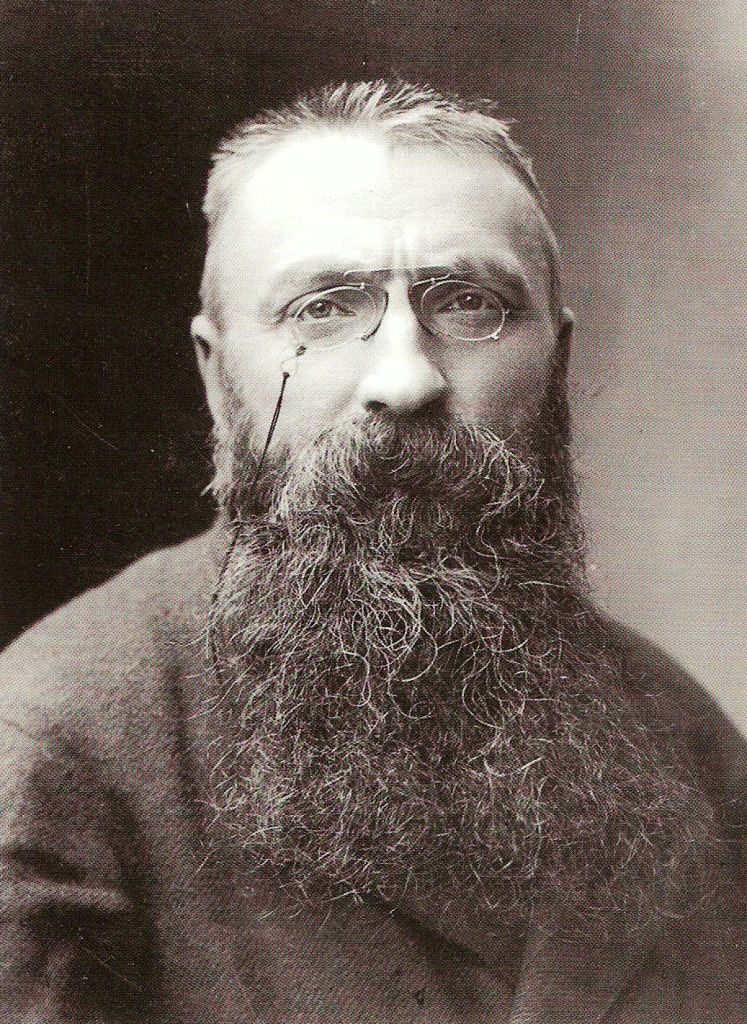
Auguste Rodin en 1891.

Elle porte le nom du sculpteur français Auguste Rodin (1840-1917).

## Historique
Cette voie est ouverte sous sa dénomination actuelle en 1930 sur les terrains du couvent de l'Assomption.

## Bâtiments remarquables et lieux de mémoire
- No 5 : en 1937, la Société historique d'Auteuil et de Passy est établie à cette adresse[1].